# Holophaea prometina
Holophaea prometina là một loài bướm đêm thuộc phân họ Arctiinae, họ Erebidae.